# Reid Hoffman
Reid G. Hoffman nascut el 5 d'agost de 1967 a Stanford, California, i criat a Berkeley, és un empresari estatunidenc, conegut per ser el fundador de LinkedIn, una xarxa social, útil sobretot per a connexions de negocis i recerca de feina.

## Estudis
Va assistir a l'escola secundària de Putney i es va graduar a la Universitat Stanford el 1990, on va guanyar una beca Marshall i un premi Dinkelspiel. També va ser premiat amb un mestratge en filosofia per la Universitat d'Oxford l'any 1993.

## Trajectòria professional
Després de treballar per a Apple Computer i Fujitsu en la gestió de productes, Hoffman va fundar la seva primera empresa, SocialNet.com, un servei de cites en línia.
A la vegada que treballava amb SocialNet, va passar a formar part de la junta directiva que va fundar PayPal, servei electrònic de transferència de diners, per després acabar unint-s'hi com a treballador a jornada completa.
L'any 2002, Ebay va adquirir PayPal, fet que va impulsar que Hoffman ocupes el lloc de vicepresident executiu de l'empresa.
Més tard, va convertir-se en un dels principals inversors de Silicon Valley.
El mateix any, Hoffman va constituir l'empresa LinkedIn des del menjador de casa. Però no va ser fins al Maig del 2003 que aquesta es va fer publica. El primer mes de vida va comptar amb 4500 usuaris.

## Actualment
En aquests moments LinkedIn compta amb més de 90 milions d'usuaris.
Tot això l'ha dut a esdevenir l'accionista més actiu de l'última dècada als Estats Units d'Amèrica. Sense anar més lluny Hoffman va organitzar la reunió entre Mark Zuckerberg (creador de la xarxa social Facebook) i Peter Thiel (inversor principal de Facebook). Fruit d'aquesta reunió Hoffman va ser present a la primera fase d'inversions de Facebook. Actualment també forma part del consell administrador de Mozilla i Zynga entre d'altres.